# Saint Lucia na Letnich Igrzyskach Olimpijskich 2020
Saint Lucia na Letnich Igrzyskach Olimpijskich 2020 – występ kadry sportowców reprezentujących Saint Lucia na igrzyskach olimpijskich, które odbyły się w Tokio w Japonii, w dniach 23 lipca – 8 sierpnia 2021 roku.
Reprezentacja Saint Lucia liczyła pięcioro zawodników – dwóch mężczyzn i trzy kobiety, którzy wystąpili w 3 dyscyplinach.
Był to siódmy start tego kraju na letnich igrzyskach olimpijskich.

## Reprezentanci

### Lekkoatletyka
| Zawodniczka    | Konkurencja       | Kwalifikacje | Kwalifikacje | Finał    | Finał   |
| Zawodniczka    | Konkurencja       | Rezultat     | Miejsce      | Rezultat | Miejsce |
| -------------- | ----------------- | ------------ | ------------ | -------- | ------- |
| Levern Spencer | Skok wzwyż kobiet | 1,86 m       | 22.          | NQ       | NQ      |

### Pływanie
Mężczyźni
| Zawodnik        | Konkurencja        | Eliminacje | Eliminacje | Półfinał | Półfinał | Finał | Finał   |
| Zawodnik        | Konkurencja        | Czas       | Miejsce    | Czas     | Miejsce  | Czas  | Miejsce |
| --------------- | ------------------ | ---------- | ---------- | -------- | -------- | ----- | ------- |
| Jean-Luc Zephir | 100 m st. dowolnym | 51,94      | 54.        | NQ       | NQ       | NQ    | NQ      |

Kobiety
| Zawodniczka         | Konkurencja       | Eliminacje | Eliminacje | Półfinał | Półfinał | Finał | Finał   |
| Zawodniczka         | Konkurencja       | Czas       | Miejsce    | Czas     | Miejsce  | Czas  | Miejsce |
| ------------------- | ----------------- | ---------- | ---------- | -------- | -------- | ----- | ------- |
| Mikaili Charlemagne | 50 m st. dowolnym | 26,99      | 49.        | NQ       | NQ       | NQ    | NQ      |

### Żeglarstwo
Mężczyźni
| Zawodnik     | Konkurencja | Wyścig | Wyścig | Wyścig | Wyścig | Wyścig | Wyścig | Wyścig | Wyścig | Wyścig | Wyścig | Wyścig | Punkty | Finałowa pozycja |
| Zawodnik     | Konkurencja | 1      | 2      | 3      | 4      | 5      | 6      | 7      | 8      | 9      | 10     | M      | Punkty | Finałowa pozycja |
| ------------ | ----------- | ------ | ------ | ------ | ------ | ------ | ------ | ------ | ------ | ------ | ------ | ------ | ------ | ---------------- |
| Luc Chevrier | Radial      | 30     | 34     | 32     | 33     | 34     | 14     | 28     | 30     | 30     | 30     | NQ     | 261    | 31.              |

Kobiety
| Zawodniczka             | Konkurencja  | Wyścig | Wyścig | Wyścig | Wyścig | Wyścig | Wyścig | Wyścig | Wyścig | Wyścig | Wyścig | Wyścig | Punkty | Finałowa pozycja |
| Zawodniczka             | Konkurencja  | 1      | 2      | 3      | 4      | 5      | 6      | 7      | 8      | 9      | 10     | M      | Punkty | Finałowa pozycja |
| ----------------------- | ------------ | ------ | ------ | ------ | ------ | ------ | ------ | ------ | ------ | ------ | ------ | ------ | ------ | ---------------- |
| Stephanie Devaux-Lovell | Laser Radial | 14     | 36     | 34     | 5      | 35     | 27     | 45 DSQ | 38     | 11     | 16     | NQ     | 216    | 28.              |